# Persona (psykologi)
 For alternative betydninger, se Persona. (Se også artikler, som begynder med Persona)
Personaen er, inden for Carl Gustav Jungs dybdepsykologi, en arketype, der repræsenterer den maske eller rolle, et menneske påtager sig i det sociale liv. Det er den opførsel, en person udviser i sin omgang med verden. Persona er oprindelig betegnelsen for den maske, som skuespillere brugte i det antikke teater.
Således kan en person have en persona i forhold til sit arbejde og den funktion, personen har i hverdagen. Problemet opstår, når man identificerer sig med sin persona, sin rolle, så man ikke optræder med sin egen personlighed.
Personaen kan sige at være det, man egentlig ikke er, men som man selv og andre tror, man er. Det er svært at forestille sig, at man i dagliglivet kan optræde uden en vis form for maske/rolle/persona.
Det kan give psykiske problemer, hvis den rolle, en person påtager sig, er i modstrid med personens indre kvaliteter.